# Auditorio de Tenerife
Auditorio de Tenerife "Adán Martín" là một nhà hát nằm trong thành phố Santa Cruz de Tenerife (Quần đảo Canaria, Tây Ban Nha). Được thiết kế bởi kiến trúc sư Santiago Calatrava. Nó được đặt tại và bên cạnh Đại Tây Dương ở phía nam của cảng Santa Cruz de Tenerife.
Xây dựng bắt đầu vào năm 1997 và kết thúc vào năm 2003, đã được khánh thành vào ngày 26 tháng 9 năm đó với sự hiện diện của Felipe de Borbón, Prince of Asturias. Năm 2005 nó đã được viếng thăm của cựu Tổng thống Mỹ, Bill Clinton. Tòa nhà này được đóng khung trong giáo lý của kiến trúc cuối hiện đại của những năm cuối thế kỷ XX. Auditorio de Tenerife là quê hương của Tenerife Dàn nhạc giao hưởng, được xem là một trong những tốt nhất ở Tây Ban Nha.
Tòa nhà hiện đại này được coi là biểu tượng quan trọng nhất của thành phố Santa Cruz de Tenerife và cũng là một trong những biểu tượng quan trọng nhất của đảo Tenerife và quần đảo Canary. Vào tháng 3 năm 2008, Auditorio de Tenerife đã được bao gồm trong một loạt sáu tem với các tác phẩm điển hình nhất của kiến trúc Tây Ban Nha. Trong khi đó vào năm 2011, hình ảnh của mình đã được bao gồm trong một loạt các tiền xu kỷ niệm 5 euro, trong đó hiển thị các biểu tượng mang tính biểu tượng nhất của nhiều thành phố Tây Ban Nha.